# Дураки умирают
«Дураки умирают», или «Пусть дураки умирают» (англ. Fools Die), — роман американского писателя Марио Пьюзо, изданный 9 октября 1978 года. В романе повествуется о мире азартных игр, массмедиа и киноиндустрии. Главный герой, Джон Мерлин, подчиняется собственному кодексу чести, где закон и организованная преступность являются синонимами. Действие разворачивается в Нью-Йорке, Голливуде и Лас-Вегасе. Марио Пьюзо называл «Дураки умирают» своим любимым романом.

## Сюжет
Роман начинается в Лас-Вегасе, где друзья — Джон Мерлин (англ. John Merlyn), Калли Кросс (англ. Cully Cross) и Джордан Хамли (англ. Jordan Hamley) проводят время в азартных играх в отеле Ксэнэдью (англ. Hotel Xanadu). С таким же азартом они относятся к жизни, которая для них та же игра. Как-то, после большого выигрыша, Джордан Хамли кончает жизнь самоубийством в своём номере. Джон Мерлин возвращается в Нью-Йорк, а Калли Кросс становится заместителем директора отеля Ксэнэдью.
Джон Мерлин, сирота, опубликовал одну книгу, и должен работать, чтобы выжить. Он участвует в сомнительных махинациях в Резервном центре вербовки армии США в Нью-Йорке, за что попадает под следствие, которое признаёт его невиновным. После он работает в журнале, знакомится с известным писателем Осано (англ. Osano). Начинает сотрудничать со студией в Голливуде, заинтересованной в экранизации его книги. В Калифорнии Джон Мерлин влюбляется в Джанелль (англ. Janelle), начинающую актрису. В то же время он разочаровывается в кинопроизводстве, когда знакомится с внутренним миром Голливуда.
Один за другим умирают близкие ему люди. Калли Кросс был убит в Японии по заказу Гросвельта (англ. Grosevelt), директора отеля Ксэнэдью. Брат главного героя, Арти Мерлин (англ. Artie Merlyn), умирает после внезапного сердечного приступа. Осано, оказывается, страдает от неизлечимой болезни и решает покончить с собой. Джон Мерлин с удивлением узнает, что рукопись, над которой писатель работал на протяжении более чем десяти лет, фактически состоит из шести страниц, и те являются введением к произведению. В конце умирает и Джанелль от опухоли головного мозга, и Джон Мерлин остаётся совершенно один. Играя с жизнью, он потерял и дружбу, и любовь.